# Река (Псковская область)
Река́ — деревня в Струго-Красненском районе Псковской области России. Входит в состав сельского поселения «Марьинская волость». в 1918-28 гг. — центр Рецкого сельсовета.

## География
Находится на северо-востоке региона, в северо-западной части района, в лесной местности у впадения в р. Люта её притока р. Опалевка.
Уличная сеть не развита.

## История
Первое упоминание — 1498 г. как дер. Река «у мосту» Быстреевского погоста Шелонской пятины.
В 1943 г. деревня сожжена фашистами.
Согласно Закону Псковской области от 28 февраля 2005 года деревня Река вошла в состав образованного муниципального образования Сиковицкая волость.
До апреля 2015 года деревня Река входила в Сиковицкую волость.
В соответствии с Законом Псковской области от 30 марта 2015 года № 1508-ОЗ деревня Река, вместе с другими селениями упраздненной Сиковицкой волости, вошла в состав образованного муниципального образования «Марьинская волость».

## Население
| 2001 | 2002 | 2010 | 2011 |
| ---- | ---- | ---- | ---- |
| 23   | ↗27  | ↘21  | ↘19  |

## Инфраструктура
Рецкая школа I ступени (1927), Рецкая начальная школа (1946, 1956).
Рецкая водяная мельница на р. Люта (1941, 1946), кузницы (1941, 1950).
Рецкая межколхозная гидроэлектростанция на р. Люта (1949, 1956)
В 1931-41 гг. и 1944-50 гг. — колхоз «Река», в 1950-58 гг. — центр укрупнённого колхоза «Красное знамя», в 1958-65 гг. — бригада Река колхоза имени Крупской, в 1965—1992 гг. — бригада Река совхоза «Звезда». Ферма по выращиванию молодняка крупного рогатого скота совхоза «Звезда» (1966), молочнотоварная ферма Река — в совхозе «Звезда» (1966, 1973, 1979, 1987); в АОЗТ «Звезда» (1993); в СПК (колхоз) «Звезда» (2014).
Почтовое отделение, обслуживающее д. Река, — 181114; расположено в бывшем волостном центре д. Сиковицы.

## Транспорт
Просёлочные дороги, одна из них к бывшему волостному центру д. Сиковицы.